# Pavel Maslák
Pavel Maslák (Havířov, 21 febbraio 1991) è un velocista ceco, specializzato nei 400 metri piani.

## Record nazionali
Seniores
- 200 metri piani: 20"46 ( Třinec, 11 giugno 2017)
- 200 metri piani indoor: 20"52 ( Praga, 16 febbraio 2014)
- 400 metri piani: 44"79 ( Doha, 9 maggio 2014)
- 400 metri piani indoor: 45"24 ( Sopot, 8 marzo 2014)
- Staffetta 4×400 metri: 3'01"63 ( Eugene, 24 luglio 2022) (Matěj Krsek, Pavel Maslák, Michal Desenský, Patrik Šorm)

## Progressione

### 200 metri piani
| Stagione | Tempo | Luogo    | Data      | Rank. Mond. |
| -------- | ----- | -------- | --------- | ----------- |
| 2017     | 20"46 | Třinec   | 11-6-2017 |             |
| 2013     | 20"49 | Tampere  | 13-7-2013 | 63º         |
| 2012     | 20"59 | Tábor    | 8-9-2012  | 109º        |
| 2011     | 20"63 | Taegu    | 2-9-2011  | 100º        |
| 2010     | 21"05 | Ostrava  | 22-5-2010 |             |
| 2009     | 20"95 | Novi Sad | 25-7-2009 |             |
| 2008     | 21"40 | Praga    | 7-6-2008  |             |

### 400 metri piani
| Stagione | Tempo | Luogo  | Data      | Rank. Mond. |
| -------- | ----- | ------ | --------- | ----------- |
| 2014     | 44"79 | Doha   | 9-5-2014  |             |
| 2013     | 44"84 | Mosca  | 12-8-2013 | 11º         |
| 2012     | 44"91 | Londra | 4-8-2012  | 16º         |
| 2010     | 46"89 | Praga  | 6-6-2010  |             |
| 2008     | 47"60 | Fiume  | 3-6-2008  |             |
| 2007     | 48"30 | Fiume  | 5-6-2007  |             |

## Palmarès
| Anno | Manifestazione  | Sede           | Evento      | Risultato  | Prestazione | Note                                     |
| ---- | --------------- | -------------- | ----------- | ---------- | ----------- | ---------------------------------------- |
| 2007 | Mondiali U18    | Ostrava        | 400 m piani | Batteria   | 49"16       |                                          |
| 2008 | Mondiali U20    | Bydgoszcz      | 100 m piani | Batteria   | 10"75       |                                          |
| 2008 | Mondiali U20    | Bydgoszcz      | 4×100 m     | Batteria   | 40"60       |                                          |
| 2008 | Mondiali U20    | Bydgoszcz      | 4×400 m     | Batteria   | 3'12"62     |                                          |
| 2009 | Europei U20     | Novi Sad       | 4×100 m     | Argento    | 39"57       |                                          |
| 2010 | Mondiali U20    | Moncton        | 200 m piani | 7º         | 21"13       |                                          |
| 2010 | Mondiali U20    | Moncton        | 4×100 m     | Batteria   | dnf         |                                          |
| 2011 | Europei indoor  | Parigi         | 400 m piani | Batteria   | 48"14       |                                          |
| 2011 | Europei U23     | Ostrava        | 200 m piani | Bronzo     | 20"67       |                                          |
| 2011 | Europei U23     | Ostrava        | 4×100 m     | 5º         | 39"41       |                                          |
| 2011 | Mondiali        | Taegu          | 200 m piani | Semifinale | 20"87       |                                          |
| 2012 | Mondiali indoor | Istanbul       | 400 m piani | 5º         | 46"19       |                                          |
| 2012 | Europei         | Helsinki       | 400 m piani | Oro        | 45"24       |                                          |
| 2012 | Europei         | Helsinki       | 4×400 m     | 5º         | 3'02"72     | Record nazionale                         |
| 2012 | Giochi olimpici | Londra         | 200 m piani | Batteria   | 20"67       |                                          |
| 2012 | Giochi olimpici | Londra         | 400 m piani | Semifinale | 45"15       |                                          |
| 2013 | Europei indoor  | Göteborg       | 400 m piani | Oro        | 45"66       | Record nazionale                         |
| 2013 | Europei indoor  | Göteborg       | 4×400 m     | Bronzo     | 3'07"64     |                                          |
| 2013 | Europei U23     | Tampere        | 200 m piani | Bronzo     | 20"49       | Record nazionale                         |
| 2013 | Europei U23     | Tampere        | 4×100 m     | 5º         | 39"23       |                                          |
| 2013 | Europei U23     | Tampere        | 4×400 m     | 6º         | 3'05"82     |                                          |
| 2013 | Mondiali        | Mosca          | 400 m piani | 5º         | 44"91       |                                          |
| 2013 | Mondiali        | Mosca          | 4×400 m     | Batteria   | 3'04"54     | Miglior prestazione personale stagionale |
| 2014 | Mondiali indoor | Sopot          | 400 m piani | Oro        | 45"24       | Record nazionale                         |
| 2015 | Europei indoor  | Praga          | 400 m piani | Oro        | 45"33       | Record dei campionati                    |
| 2015 | Europei indoor  | Praga          | 4×400 m     | Bronzo     | 3'04"09     | Record nazionale                         |
| 2015 | Mondiali        | Pechino        | 400 m piani | Batteria   | 45"16       |                                          |
| 2016 | Mondiali indoor | Portland       | 400 m piani | Oro        | 45"44       |                                          |
| 2016 | Europei         | Amsterdam      | 400 m piani | Argento    | 45"36       |                                          |
| 2016 | Europei         | Amsterdam      | 4×400 m     | 4º         | 3'03"86     |                                          |
| 2016 | Giochi olimpici | Rio de Janeiro | 400 m piani | Semifinale | 45"06       | Miglior prestazione personale stagionale |
| 2017 | Europei indoor  | Belgrado       | 400 m piani | Oro        | 45"77       | Miglior prestazione personale stagionale |
| 2017 | Europei indoor  | Belgrado       | 4×400 m     | Bronzo     | 3'08"60     |                                          |
| 2017 | Mondiali        | Londra         | 400 m piani | Semifinale | 45"24       |                                          |
| 2018 | Mondiali indoor | Birmingham     | 400 m piani | Oro        | 45"47       | Miglior prestazione personale stagionale |
| 2018 | Mondiali indoor | Birmingham     | 4×400 m     | 5º         | 3'04"87     | Miglior prestazione personale stagionale |
| 2018 | Europei         | Berlino        | 400 m piani | Semifinale | 45"59       | Miglior prestazione personale stagionale |
| 2018 | Europei         | Berlino        | 4×100 m     | Finale     | dns         |                                          |
| 2018 | Europei         | Berlino        | 4×400 m     | 7º         | 3'03"00     | Miglior prestazione personale stagionale |
| 2019 | World Relays    | Yokohama       | 4×400 m     | 11º        | 3'03"72     |                                          |
| 2021 | Europei indoor  | Toruń          | 400 m piani | Semifinale | 46"70       |                                          |
| 2021 | Europei indoor  | Toruń          | 4×400 m     | Argento    | 3'06"54     |                                          |
| 2021 | World Relays    | Chorzów        | 4×400 m     | Batteria   | 3'05"11     |                                          |
| 2021 | Giochi olimpici | Tokyo          | 400 m piani | Batteria   | 47"01       |                                          |
| 2021 | Giochi olimpici | Tokyo          | 4×400 m     | Batteria   | 3'03"61     |                                          |
| 2022 | Mondiali indoor | Belgrado       | 400 m piani | Batteria   | 47"31       |                                          |
| 2022 | Mondiali indoor | Belgrado       | 4×400 m     | 5°         | 3'07"98     |                                          |
| 2022 | Mondiali        | Eugene         | 4×400 m     | 8º         | 3'01"63     | Record nazionale                         |
| 2022 | Europei         | Monaco         | 400 m piani | Semifinale | 46"36       |                                          |
| 2022 | Europei         | Monaco         | 4×400 m     | 6º         | 3'01"82     |                                          |
| 2023 | Mondiali        | Budapest       | 4×400 m     | Batteria   | 3'00"99     | Record nazionale                         |
| 2024 | World Relays    | Nassau         | 4×400 m     | Batteria   | 3'06"86     |                                          |
| 2024 | Europei         | Roma           | 400 m piani | Batteria   | 47"99       |                                          |

## Riconoscimenti
- Atleta europeo emergente dell'anno (2012)